# L'ultimo elfo
L'ultimo elfo è un romanzo per ragazzi di Silvana De Mari pubblicato da Salani nella collana Gl'Istrici nel 2004. Fa parte di un ciclo di sette romanzi fantasy chiamato La Saga degli Ultimi.

## Storia editoriale
Romanzo di ambientazione fantasy rivolto a un pubblico di ragazzi, dopo il suo successo è stato tradotto in venti lingue. Nel 2005 ha vinto il 48º Premio Bancarellino e il Premio Andersen nella categoria Libri 9/12 anni. All'estero ha vinto nel 2006 il Prix Imaginales in Francia nella categoria dei romanzi per ragazzi. Negli Stati Uniti la versione in inglese intitolata The Last Dragon ha ottenuto nel 2007 la menzione di onore nell'ambito del Mildred L. Batchelder Award attribuito dalla Association for Library Service to Children, divisione della American Library Association, per i migliori libri per l'infanzia tradotti in lingua inglese.
Silvana De Mari ha pubblicato nel 2005 un primo seguito intitolato L'ultimo orco che, nel linguaggio più adulto e nei temi trattati, si discosta in parte da L'ultimo elfo. La serie è poi proseguita con Gli ultimi incantesimi nel 2008 sempre per Salani, e quindi con L'ultima profezia del mondo degli uomini del 2010 e L'epilogo nel 2012 editi da Fanucci. L'autrice ha scritto anche un prequel dal titolo Io mi chiamo Yorsh, pubblicato nel 2011 da Fanucci, che spiega le ascendenze di colui che sarà l'ultimo elfo sulla Terra, e un pre-prequel, Arduin il Rinnegato (pubblicato nel 2017 da Ares), che fa da cappello all'intera saga. 
Le illustrazioni del libro, compresa la copertina, sono realizzate da Gianni De Conno, alla sua seconda collaborazione con la De Mari. Nel 2011 venne pubblicato in versione audiolibro con Mietta come voce narrante.
L'Ultimo Elfo è stato tradotto in 22 Paesi: Brasile, Bulgaria, Cina, Finlandia, Francia, Germania, Giappone, Lettonia, Lituania, Macedonia, Paesi Bassi, Panama, Polonia, Portogallo, Regno Unito, Romania, Russia, Spagna, Stati Uniti, Ungheria, Tailandia, Taiwan.

## Trama
Il protagonista del romanzo è Yorshkrunsquarkljolnerstrink, detto Yorsh, un bambino elfo, ultimo rappresentante della sua stirpe, decimata dall'odio e dall'invidia degli Uomini. Un periodo lunghissimo di pioggia e maltempo ha impoverito e reso inospitale il mondo e, a detta di molti, tutto ciò è causato dalla magia degli Elfi. Nessuno sa che le piogge hanno causato un'alluvione che ha sommerso il cosiddetto "Posto degli Elfi", uccidendo tutti quelli che lì vi vivevano, tranne Yorsh, scampato per un pelo. Il piccolo elfo è però all'oscuro di quella che sarà la sua vita dettata in una profezia.
Durante la sua rocambolesca fuga in un mondo ignoto ed ostile viene aiutato da Monser e Sajra, un uomo e una donna che, dopo una iniziale titubanza dovuta all'atavica ostilità verso gli Elfi, lo accolgono e lo proteggono. In un'ambientazione di estrema povertà, dovuta sia a fattori climatici, sia per colpa del governo tirannico del Giudice Amministratore, i tre cercano rifugio nella capitale del regno di Daligar dove, a causa dell'incauto uso dei suoi poteri da parte del piccolo e inesperto elfo, vengono imprigionati e condannati a morte. Riescono a fuggire e cercano rifugio sulla cima di una montagna dove incontrano l'ultimo rappresentante dei draghi. La montagna è in effetti la cima di un vulcano e il drago, dolorante e lamentoso, si mantiene al caldo usando i tepori provenienti dal cratere. Yorsh e i suoi amici umani pensano che le terribili piogge che stanno devastando il mondo siano causate dai fumi del vulcano e ne ostruiscono la bocca, ma poi scoprono per bocca del drago che la colpa è in realtà di un meteorite che colpendo la Terra ha provocato nefasti per quanto temporanei, cambiamenti climatici.
L'elfo decide di rimanere col vecchio e malridotto drago per accudirlo e fargli compagnia come, scopre, aveva fatto prima di lui suo padre, mentre Monser e Sajra vanno a vivere nel villaggio di Arstrid dove si sposeranno e avranno una figlia. Il rifugio del drago contiene anche una caverna con una immensa biblioteca con la raccolta di tutte le conoscenze degli Uomini e degli Elfi. Yorsh rimarrà col drago Erbrow per tredici anni e alla fine scopre in una vecchia pergamena che il suo drago sta in realtà covando l'uovo del suo successore e che il suo comportamento erratico e lunatico è normale per i membri della sua stirpe durante la cova. Nasce così un nuovo drago e il vecchio muore gettandosi nell'oceano. Yorsh accudisce nei suoi primi giorni il piccolo drago Erbrow che, dopo aver imparato l'arte del volo, acquisisce la memoria e le conoscenze del suo genitore.
La scena si sposta quindi nella Casa degli Orfani, l'inospitale orfanotrofio dove vive Robi, una ragazzina che si scoprirà essere la figlia di Monser e Sajra, giustiziati dal Giudice Amministratore per aver dato rifugio all'odiato Elfo. Dopo un primo incontro con Yorsh, Robi viene imprigionata e condotta nelle segrete di Daligar dove incontra il crudele e folle Giudice Amministratore. Yorsh riesce a liberare la ragazza che scopre di essere la protagonista di una profezia che la unirà all'ultimo elfo.
Yorsh a cavallo del drago Erbrow conduce Robi e gli altri orfani, insieme a un gruppo di diseredati raccolti per strada, fino ad Arstrid, il villaggio dove Robi è nata e dove vivevano i suoi genitori. Infine, braccati dalla cavalleria di Daligar, riescono a fuggire e, grazie al sacrificio di Erbrow, che muore colpito dalle frecce dei soldati proteggendo la fuga dell'incerta comitiva, raggiungono il mare dove fondano un nuovo villaggio dove tutti potranno vivere liberi.

## Edizioni
- Silvana De Mari, L'ultimo elfo, illustrazioni di Gianni De Conno, 1ª ed., Salani (collana Gl'istrici), 2004,  p. 317, ISBN 978-88-8451-401-1.
- Silvana De Mari, L'ultimo elfo, illustrazioni di Gianni De Conno, 1ª ed., Sansoni per la scuola (collana Fette di melone), 2005,  p. 352, ISBN 978-88-383-0613-6.
- Silvana De Mari, L'ultimo elfo, illustrazioni di Gianni De Conno, nuova edizione, Salani (collana Istrici d'oro), 2007,  p. 320, ISBN 978-88-8451-805-7.
- Silvana De Mari, L'ultimo elfo, illustrazioni di Gianni De Conno, nuova edizione, Salani (collana Gl'istrici), 2008,  p. 316, ISBN 978-88-8451-951-1.
- Silvana De Mari, L'ultimo elfo, letto da Mietta, 1ª edizione, audio libro, 1 CD, formato MP3, Emons, 2011,  pp. 520 min, ISBN 978-88-95703-38-1.